# Чероки (язык)

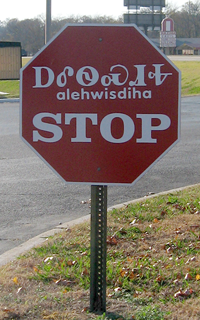
Дорожный знак STOP на языке чероки и английском

Черо́ки (самоназвание — ᏣᎳᎩ или ᏣᎳᎩ ᎦᏬᏂᎯᏍᏗ [d͡ʒalaˈgî gawónihisˈdî ]) — один из ирокезских языков, на котором говорят в США индейцы чероки — в основном, в штате Оклахома. Язык является одним из официальных языков Чероки-Нейшен (наряду с английским) — официально признанной территории индейцев чероки в Оклахоме. Среди более чем 300 000 членов племени только примерно 12 000 ещё используют язык в повседневном общении.
Чероки — полисинтетический и единственный ещё употребляемый южноирокезский язык, сильно отличающийся от других ирокезских языков и использующий собственную слоговую азбуку чероки, изобретённую вождём Секвойей.
Согласно ЮНЕСКО, оба диалекта языка — и тот, который используется в Оклахоме, и тот, который используется в Северной Каролине — находятся под угрозой исчезновения, причём диалект, используемый в Северной Каролине, находится под большей угрозой. Так называемый нижний диалект, на котором говорили на границе штатов Джорджия и Северная Каролина, исчез примерно в 1900 году. Меньше 5 % детей чероки вырастают способными изъясняться одинаково хорошо на обоих языках (английском и чероки). Существует обширная документация этого языка, так как на чероки, в сравнении с другими индейскими языками Северной Америки, было издано очень большое количество литературы, включая словарь, описание грамматики, некоторые издания Нового Завета и псалтири. Газета «Cherokee Phoenix» (чероки ᏣᎳᎩ ᏧᎴᎯᏌᏅᎯ, Tsalagi Tsulehisanvhi; издаётся с 1828 г.) является первой газетой в США, изданной индейцами на индейском языке. В настоящее время растёт число молодых индейцев чероки, которым небезразличны быт, история, язык и традиции своих предков.
Первая попытка использования языка коренных народов Америки для кодированной передачи сообщений была предпринята в Первую мировую войну во время Второй битвы на Сомме 30-й пехотной дивизией именно с использованием языка чероки. В декабре 2012 года было объявлено о переводе на язык чероки языкового пакета (LIP) для Microsoft Windows 8.

## Классификация
Чероки относится к ирокезским языкам; это единственный сохранившийся до наших дней южноирокезский язык. Лингвисты считают, что индейцы чероки пришли в штаты, в которых они проживают сегодня, с Великих озёр примерно 3000 лет назад. Несмотря на географическое разделение в течение 3000 лет, язык чероки всё ещё проявляет некоторые сходства с языками, на которых говорят индейцы в районе Великих озёр: могаугский, онондага, сенека и тускарора.
Некоторые исследователи (например, Томас Уайт) предполагают, что местом появления ирокезских языков являются горы Аппалачи. Отделение южноирокезских языков от северноирокезских произошло приблизительно 4000-3000 лет назад, так как индейцы, говорящие на протоирокезском языке, с появлением растениеводства, возникновением структурированного общества и развитием способностей изготовления каменных орудий стали более оседлыми. В последующем тысячелетии индейцы, говорящие на северно- и южноирокезских языках, были разделены индейцами, говорящими на различных алгонкинских и сиуанских языках.

## Происхождение названия
Представители племени называют свой язык Tsalagi (чероки — ᏣᎳᎩ) или Tslagi, а себя — Aniyunwiya (чероки — ᎠᏂᏴᏫᏯ), что означает «главные люди». Ирокезы, жившие в штате Нью-Йорк, называли чероки Oyata’ge’ronoñ, что означает «обитатели страны пещер».
Существует много недоказанных предположений о происхождении слова «чероки». Оно могло образоваться от чоктавских слов: либо от Cha-la-kee, что означает «те, кто живёт в горах», либо от Chi-luk-ik-bi, что означает «те, кто живёт в пещерной стране». Самое раннее испанское название чероки (1755 г.) звучит как Tchalaquei. Другая гипотеза гласит, что слово «чероки» образовалось от крикского слова Cvlakke, означающего человека, говорящего на незнакомом языке. В нижнем диалекте языка чероки, на котором говорили на территории, где сейчас находятся штаты Джорджия и Южная Каролина, чероки называли свой язык jaragi, потому что восточный и нижний диалекты имели раскатистый звук «р» на месте «л», который произносится в остальных диалектах. Это произношение могло повлиять на сегодняшнее английское название языка.
Джеймс Муни (англ. James Mooney) в XIX веке исследовал слово «чероки» и в своём труде «Myths of the Cherokee» («Мифы чероки», 1888 г.) написал, что у этого слова имеется история по крайней мере в 360 лет.

## Письменность

Письменность чероки

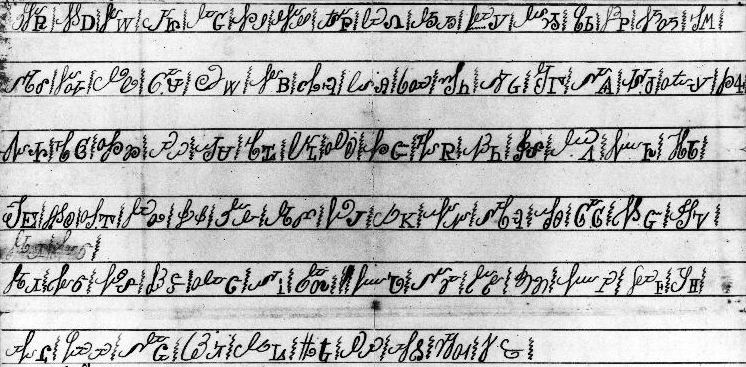
Письменность чероки на бумаге

Чероки — единственный язык в США, использующий не латиницу, а собственную письменность. Начиная с 1819 года для записи языка чероки используется особое слоговое письмо, изобретённое вождём Секвойей, состоящее из 85 слоговых знаков, некоторые из которых напоминают латинские буквы, но читаются совсем по-другому. Это одна из немногих азбук мира, созданных всего одним человеком. В 1824 году Главный совет западных чероки за изобретение азбуки наградил Секвойю серебряной медалью с изображением его лица; предполагается, что Секвойя носил эту медаль всю оставшуюся жизнь и она была похоронена вместе с ним.
Несмотря на то, что слоговая азбука Секвойи несовершенна, она настолько же удобна для обозначения звуков языка чероки (так как почти все слова в чероки кончаются на гласный звук), насколько латинский алфавит удобен для обозначения звуков английского; когда Альберт Галлатин, американский политик и лингвист, увидел слоговую азбуку чероки, он посчитал её наилучшей для английского языка, так как читать по сути можно намного быстрее даже несмотря на то, что вместо 26 символов нужно запомнить 85.
Только один знак в слоговой азбуке чероки не является слогом — Ꮝ ([s]).

## История

### До прихода европейцев
Существует две теории о происхождение индейцев чероки, и все данные, которые имеются на сегодняшний день, были получены путём изучения их языка. Первая теория говорит, что чероки могли прийти в окрестности Аппалачей в поздние доисторические времена с северных территорий — оттуда, где сегодня проживает большинство остальных людей, говорящих на других ирокезских языках. Вторая теория, которую оспаривают академики, говорит, что чероки жили на юго-востоке США в течение тысячелетий.
В отличие от большинства других индейцев на юго-востоке США в конце доисторической эпохи, чероки говорили на одном из ирокезских языков. Так как главная область распространения ирокезских языков — это окрестности Великих Озёр, то исследователи сделали вывод, что чероки мигрировали оттуда на юг. Тем не менее некоторые исследователи утверждают, что ирокезы, наоборот, мигрировали с юго-востока на север, и во время миграции народ тускарора отделился от них. Анализ языка чероки показал, что он заметно отличается от северных ирокезских языков, что предполагает раскол ирокезских языков в далёком прошлом. Глоттохронология предполагает, что этот раскол произошёл приблизительно между 1 500 и 1 800 годами до нашей эры. Древнее поселение Китува на реке Тукасеги часто принимается за первое поселение чероки на юго-востоке.

### XVII век — столкновение с англичанами
В 1657 г. в колонии Виргиния произошли беспорядки: индейцы, известные как Rechahecrians, или Rickahockans, а также сиу прорвались через границу и осели около сегодняшнего Ричмонда. В течение последующего года объединённые силы англичан и индейцев из племени паманки (Pamunkey) пытались выгнать их прочь. Точно не было известно, из какого племени были Rechahecrians, но некоторые исследователи полагают, что они были представителями чероки. Историки отмечают, что это слово было похоже на Eriechronon, или Erielhonan, известных как племя эри, которые, как и чероки, говорили на одном из ирокезских языков.
Торговцы из колонии Виргиния, незадолго до конца XVII века, начали торговать с чероки; самым ранним торговцем из колонии, который жил среди чероки в 1690 г., был Корнелиус Дохерти (англ. Cornelius Dougherty). Чероки продавали торговцам рабов для использовании в колонии и на дальнем севере.

### XVIII век
В XVIII веке число говорящих на языке чероки резко снизилось. Численность чероки сократилось вдвое из-за торговли с англичанами, что привело к эпидемиям ряда инфекционных болезней, таких как оспа, к которым у индейцев не было никакого иммунитета. В 1780-х годах чероки начали воевать с англичанами, а также с представителями других племён, как, например, мускоги.

### XIX век — появление письменности чероки и первых книг

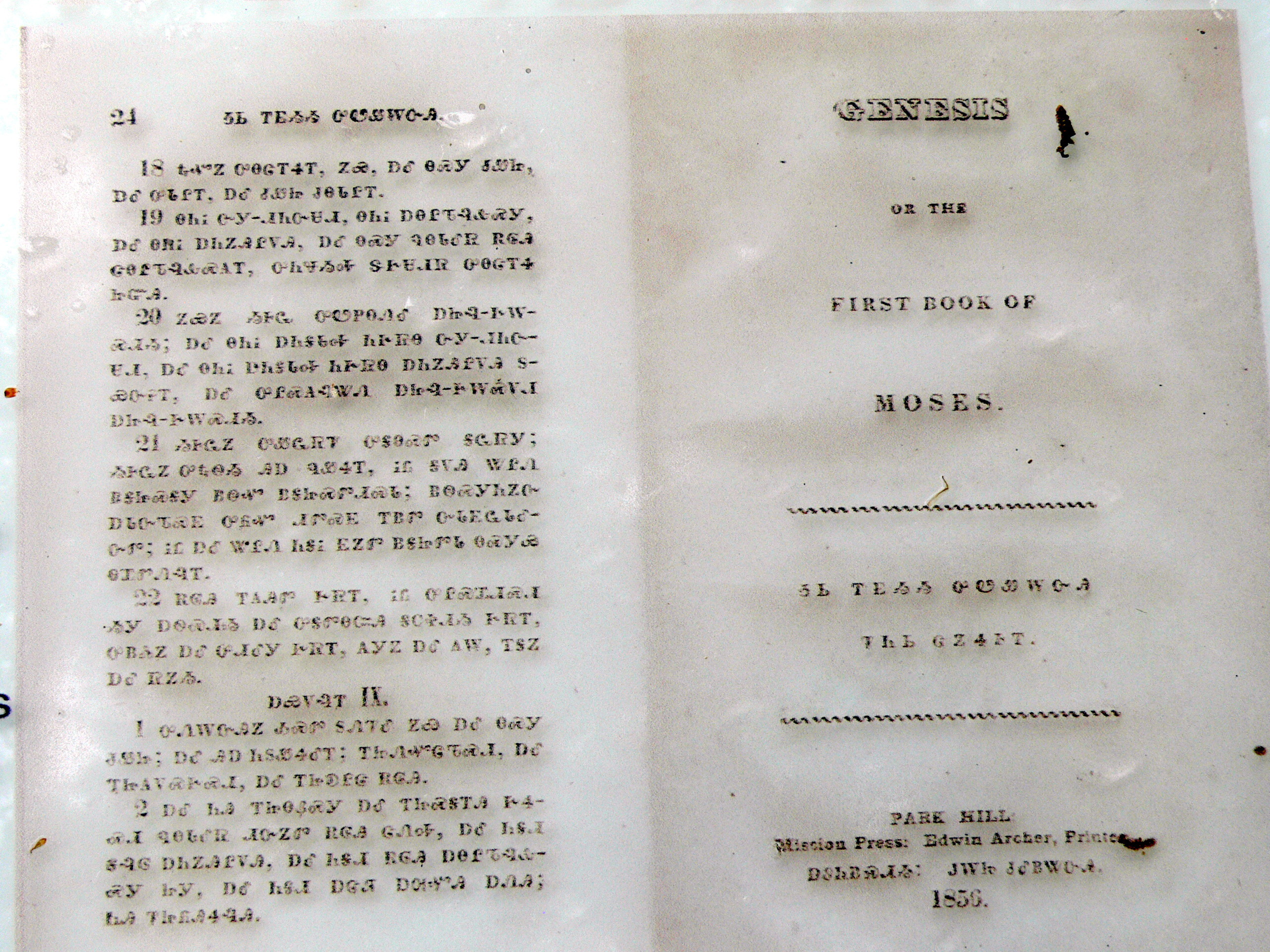
Перевод книги на язык чероки, 1856 г.

До создания в 1820-х годах вождём Секвойей слоговой азбуки для языка чероки, он был бесписьменным. Секвойя при создании азбуки чероки вообще не умел читать латинский или какой-либо другой алфавит. Он познакомился с латинским алфавитом тогда, когда был вовлечён в торговлю с европейцами недалеко от Форт-Лаудена. Приступив к созданию азбуки примерно в 1809 году, он сначала пытался сделать её логографической, однако, проведя год над попытками создания логограмм, понял, что этот замысел очень сложно воплотить из-за того, что для создания логографического письма нужно создать невероятно большое количество логограмм, все из которых должны ещё и отличаться от друг друга. Затем он предпринял попытку создать отдельный символ для каждого понятия языка, однако и этот замысел имел слишком много недостатков. Секвойя в конечном счёте решил записать каждый возможный слог языка отдельным символом, что и легло в основу итоговой азбуки чероки. Сегодня в ней 85 символов (изначально их было 86), некоторые из которых могут напоминать буквы латинского алфавита, кириллицы или других алфавитов, но читаются совсем иначе.
Секвойя не мог найти взрослых чероки, которые хотели бы научиться владеть азбукой, поэтому он научил азбуке свою дочь Аёку (англ. Ayokeh). Говорят, что когда она научилась читать и писать с использованием этой азбуки, ей было всего 6 лет. После этого Секвойя отправился на запад — на территорию Арканзас, где жили некоторые представители чероки, и попытался убедить местных вождей в полезности азбуки, однако они не поверили ему. Тогда Секвойя попросил каждого из вождей сказать какое-то слово, записал эти слова и пригласил свою дочь прочесть их, что в итоге заставило вождей поверить в полезность азбуки, после чего они позволили Секвойе научить владению ею больше людей. Обучение заняло несколько месяцев, во время которых ходили слухи, что Секвойя «мог использовать учеников для колдовства». После того как обучение было завершено, Секвойя написал письмо каждому ученику и прочитал полученные ответы, что окончательно убедило западных чероки в удобности письменности Секвойи для записи языка чероки.
Секвойя запечатал в конверт речь одного из вождей западных чероки и вернулся на восток. Там, вскрыв конверт и прочитав эту речь, он убедил и восточных чероки научиться азбуке, после чего грамотность среди индейцев чероки начала распространяться очень быстро. В 1825 году Нация чероки (Чероки-нейшен) официально приняла азбуку Секвойи. В 1826 году Главный совет Чероки-нейшен поручил Джорджу Лаури и Дэвиду Брауну перевести на язык чероки и напечатать восемь копий свода законов Чероки-нейшен, используя азбуку Секвойи. С 1828 по 1834 годы американские миссионеры помогали индейцам чероки сделать символы данного слогового письма доступными для печати и наладить выпуск газеты «Cherokee Phoenix» — первого периодического издания индейцев чероки, напечатанного на обоих языках (чероки и английском).
При участии первого редактора этой будущей газеты Элиаса Будино в 1825 году на язык чероки были переведены Библия, различные псалтири, образовательные книги и документы. В конечном итоге, тысячи индейцев чероки стали грамотными и показатель грамотности среди чероки был тогда даже выше, чем среди белых американцев.

### XX век
Первым известным примером использования индейцев в американской армии для передачи сообщений была группа отрядов чероки из 30-й пехотной дивизии, которая воевала вместе с англичанами в Первой мировой войне. В то время их подразделение было под британским командованием. Язык чероки также использовался радистами-шифровальщиками из 36-й дивизии 142-й пехотного полка; армия США начала использовать их после того, как было обнаружено, что враг совершенно не понимает языка чероки, когда представители племени говорят на нём. Язык чероки также использовался американской армией для передачи сообщений во Второй мировой войне — в Нормандии.
В течение XIX и XX веков американским правительством были созданы индейские школы-интернаты для того, чтобы приравнять коренных американцев к западному обществу. Такие школы не одобряли и даже запрещали использование индейских языков; вместо этого учеников заставляли думать и говорить на английском, а если их замечали говорящими на индейском языке, то они наказывались — иногда, например, их жестоко высекали кожаным ремнём, или их рты вымывали мылом, чтобы «смыть язык со рта». Эти школы также учили, что племенной строй — «удел низших людей».
Школа-интернат для детей из чероки была основана 1880 году. Дети индейцев чероки насильно забирались туда из своих домов для того, чтобы «убить индейца и спасти человека». В этой школе детям давали «белые» американские имена; делали их причёску и одежду такими же, какие носили белые американцы. Школа придерживалась программы искоренения языка до 1933 года, и это очень сильно повлияло на способность индейцев бегло говорить на родном языке. 
Начиная с 1930 года, несмотря на попытки правительства США искоренить язык, число индейцев, говорящих на языке чероки, увеличилось.

### XXI век
Компьютерные технологии позволили расширить область применения языка чероки. В течение многих лет в интернете для записи языка люди использовали транслитерацию для слоговой азбуки Секвойи, или же мало совместимые с языком шрифты. Однако, в связи с недавним добавлением знаков слоговой азбуки в Юникод, использование языка чероки в интернете возобновилось. Полный текст Нового Завета, записанный с применением слоговой азбуки, доступен в интернете на языке чероки; существует также раздел Википедии, в котором имеется больше 400 статей. Большинство дистрибутивов Linux поддерживают знаки слоговой азбуки чероки для ввода. Windows 8 — первая версия Windows на одном из индейских языков Северной Америки — содержит приблизительно «180 000 слов и выражений на чероки».
Начиная с 2003 года все компьютеры Apple выпускаются с поддержкой слоговой азбуки чероки для ввода. Представители Чероки-нейшен Джозеф Л. Эрб (англ. Joseph L. Erb), Рой Бони Младший (англ. Roy Boney, Jr.) и Томас Джефф Эдвардс (англ. Thomas Jeff Edwards) работали вместе с Apple для того, чтобы сделать язык чероки доступным на iPhone, iPod touch на iOS 4.1 (что было сделано 8 сентября 2010 г.) и для iPad на iOS 4.2.1 (что было сделано 22 ноября 2010 года). На языке чероки на разных устройствах iOS доступны различные приложения.
25 марта 2011 года компания Google объявила о возможности использовать свою поисковую систему на языке чероки; начиная с ноября 2012 года интерфейс почтового сервиса Gmail тоже поддерживается на чероки.
В марте 2013 года для облегчения изучения языка чероки была выпущена компьютерная игра «Говорящие игры» (англ. «Talking Games»).
Язык чероки можно сегодня услышать в современных песнях: например, в фильме «Последний из могикан» (1992, англ. The Last of the Mohicans) песня «Я найду тебя» (англ. «I Will Find You»), исполненная группой «Clannad», была частично спета и на чероки.
Чероки-нейшен сегодня (с 2004 г.) имеет радиопрограмму под названием «Голоса чероки, звуки чероки» (англ. «Cherokee Voices, Cherokee Sounds»), включив которую можно услышать песни на языке чероки, интервью с людьми, говорящими на языке, а также новости как на английском, так и на чероки.

## Географическое распространение и диалекты
Чероки — самый распространённый индейский язык в сегодняшних штатах Оклахома, Северная Каролина, Южная Каролина, Арканзас, Миссури, Индиана, Джорджия, Алабама, Виргиния, Западная Виргиния, Мэриленд, Техас, Теннесси и Кентукки. Язык всё ещё занимает высокое положение в некоторых населённых пунктах штата Оклахома; в некоторых населённых пунктах штата Северная Каролина люди также говорят преимущественно на чероки. Чероки — единственный из пяти индейских языков Оклахомы, который ещё используется в повседневной речи и который ещё изучают дети.

### Диалекты
До прихода европейцев существовали три главных диалекта языка чероки: нижний (англ. Lower), срединный (англ. Middle, чероки Kituhwa) и захолмский (англ. Overhill, чероки Otali). Нижний диалект, на котором говорили на границах штатов Джорджия и Северная Каролина, исчез примерно в 1900-х гг. Срединный диалект (Kituwah) ещё имеет примерно 1000 или меньше людей, использующих его в повседневной речи. На захолмском диалекте, или западном, ещё говорят в восточной Оклахоме и Северной Каролине примерно 9000 или больше людей. Западный диалект используется наиболее широко и рассматривается как главный диалект языка в наше время. Оба диалекта испытали на себе влияние английского языка.
Исчезнувший нижний диалект имел в фонетике звук «р» на том месте, где срединный диалект и захолмский диалект имеют звук «л». Только диалект Оклахомы имеет тоны. И нижний, и срединный диалект имеют ts на том месте, где захолмский диалект имеет tl. Например, слово «нет» звучит как ᎥᏝ (ə̃tˤɑ или [ə̃tl̥á]) на захолмском диалекте, но как ᎥᏣ (ə̃sɑ) в нижнем и срединном диалектах.

| Слог захолмского диалекта | Номер в азбуке Секвойи | Символ в азбуке Секвойи | Латинская транслитерация |
| nah                       | 32                     | Ꮐ                       | nah                      |
| hna                       | 31                     | Ꮏ                       | hna                      |
| qua                       | 38                     | Ꮖ                       | qua                      |
| que                       | 39                     | Ꮗ                       | que                      |
| qui                       | 40                     | Ꮘ                       | qui                      |
| quo                       | 41                     | Ꮙ                       | quo                      |
| quu                       | 42                     | Ꮚ                       | quu                      |
| quv                       | 43                     | Ꮛ                       | quv                      |
| dla                       | 60                     | Ꮬ                       | dla                      |
| tla                       | 61                     | Ꮭ                       | tla                      |
| tle                       | 62                     | Ꮮ                       | tle                      |
| tli                       | 63                     | Ꮯ                       | tli                      |
| tlo                       | 64                     | Ꮰ                       | tlo                      |
| tlu                       | 65                     | Ꮱ                       | tlu                      |
| tlv                       | 66                     | Ꮲ                       | tlv                      |
| tsa                       | 67                     | Ꮳ                       | tsa                      |
| tse                       | 68                     | Ꮴ                       | tse                      |
| tsi                       | 69                     | Ꮵ                       | tsi                      |
| tso                       | 70                     | Ꮶ                       | tso                      |
| tsu                       | 71                     | Ꮷ                       | tsu                      |
| tsv                       | 72                     | Ꮸ                       | tsv                      |
| hah                       | 79                     | Ꮿ                       | ya                       |
| gwu                       | 11                     | Ꭻ                       | gu                       |
| gwi                       | 40                     | Ꮘ                       | qui                      |
| hla                       | 61                     | Ꮭ                       | tla                      |
| hwa                       | 73                     | Ꮹ                       | wa                       |
| gwa                       | 38                     | Ꮖ                       | qua                      |
| hlv                       | 66                     | Ꮲ                       | tlv                      |
| guh                       | 11                     | Ꭻ                       | gu                       |
| gwe                       | 39                     | Ꮗ                       | que                      |
| wah                       | 73                     | Ꮹ                       | wa                       |
| hnv                       | 37                     | Ꮕ                       | nv                       |
| teh                       | 54                     | Ꮦ                       | te                       |
| qwa                       | 06                     | Ꭶ                       | ga                       |
| yah                       | 79                     | Ꮿ                       | ya                       |
| na                        | 30                     | Ꮎ                       | na                       |
| ne                        | 33                     | Ꮑ                       | ne                       |
| ni                        | 34                     | Ꮒ                       | ni                       |
| no                        | 35                     | Ꮓ                       | no                       |
| nu                        | 36                     | Ꮔ                       | nu                       |
| nv                        | 37                     | Ꮕ                       | nv                       |
| ga                        | 06                     | Ꭶ                       | ga                       |
| ka                        | 07                     | Ꭷ                       | ka                       |
| ge                        | 08                     | Ꭸ                       | ge                       |
| gi                        | 09                     | Ꭹ                       | gi                       |
| go                        | 10                     | Ꭺ                       | go                       |
| gu                        | 11                     | Ꭻ                       | gu                       |
| gv                        | 12                     | Ꭼ                       | gv                       |
| ha                        | 13                     | Ꭽ                       | ha                       |
| he                        | 14                     | Ꭾ                       | he                       |
| hi                        | 15                     | Ꭿ                       | hi                       |
| ho                        | 16                     | Ꮀ                       | ho                       |
| hu                        | 17                     | Ꮁ                       | hu                       |
| hv                        | 18                     | Ꮂ                       | hv                       |
| ma                        | 25                     | Ꮉ                       | ma                       |
| me                        | 26                     | Ꮊ                       | me                       |
| mi                        | 27                     | Ꮋ                       | mi                       |
| mo                        | 28                     | Ꮌ                       | mo                       |
| mu                        | 29                     | Ꮍ                       | mu                       |
| da                        | 51                     | Ꮣ                       | da                       |
| ta                        | 52                     | Ꮤ                       | ta                       |
| de                        | 53                     | Ꮥ                       | de                       |
| te                        | 54                     | Ꮦ                       | te                       |
| di                        | 55                     | Ꮧ                       | di                       |
| ti                        | 56                     | Ꮨ                       | ti                       |
| do                        | 57                     | Ꮩ                       | do                       |
| du                        | 58                     | Ꮪ                       | du                       |
| dv                        | 59                     | Ꮫ                       | dv                       |
| la                        | 19                     | Ꮃ                       | la                       |
| le                        | 20                     | Ꮄ                       | le                       |
| li                        | 21                     | Ꮅ                       | li                       |
| lo                        | 22                     | Ꮆ                       | lo                       |
| lu                        | 23                     | Ꮇ                       | lu                       |
| lv                        | 24                     | Ꮈ                       | lv                       |
| sa                        | 44                     | Ꮜ                       | sa                       |
| se                        | 46                     | Ꮞ                       | se                       |
| si                        | 47                     | Ꮟ                       | si                       |
| so                        | 48                     | Ꮠ                       | so                       |
| su                        | 49                     | Ꮡ                       | su                       |
| sv                        | 50                     | Ꮢ                       | sv                       |
| wa                        | 73                     | Ꮹ                       | wa                       |
| we                        | 74                     | Ꮺ                       | we                       |
| wi                        | 75                     | Ꮻ                       | wi                       |
| wo                        | 76                     | Ꮼ                       | wo                       |
| wu                        | 77                     | Ꮽ                       | wu                       |
| wv                        | 78                     | Ꮾ                       | wv                       |
| ya                        | 79                     | Ꮿ                       | ya                       |
| ye                        | 80                     | Ᏸ                       | ye                       |
| yi                        | 81                     | Ᏹ                       | yi                       |
| yo                        | 82                     | Ᏺ                       | yo                       |
| yu                        | 83                     | Ᏻ                       | yu                       |
| yv                        | 84                     | Ᏼ                       | yv                       |
| to                        | 57                     | Ꮩ                       | do                       |
| tu                        | 58                     | Ꮪ                       | du                       |
| ko                        | 10                     | Ꭺ                       | go                       |
| tv                        | 59                     | Ꮫ                       | dv                       |
| qa                        | 73                     | Ꮹ                       | wa                       |
| ke                        | 07                     | Ꭷ                       | ka                       |
| kv                        | 12                     | Ꭼ                       | gv                       |
| ah                        | 00                     | Ꭰ                       | a                        |
| qo                        | 10                     | Ꭺ                       | go                       |
| oh                        | 03                     | Ꭳ                       | o                        |
| ju                        | 71                     | Ꮷ                       | tsu                      |
| ji                        | 69                     | Ꮵ                       | tsi                      |
| ja                        | 67                     | Ꮳ                       | tsa                      |
| je                        | 68                     | Ꮴ                       | tse                      |
| jo                        | 70                     | Ꮶ                       | tso                      |
| jv                        | 72                     | Ꮸ                       | tsv                      |
| a                         | 00                     | Ꭰ                       | a                        |
| e                         | 01                     | Ꭱ                       | e                        |
| i                         | 02                     | Ꭲ                       | i                        |
| o                         | 03                     | Ꭳ                       | o                        |
| u                         | 04                     | Ꭴ                       | u                        |
| v                         | 05                     | Ꭵ                       | v                        |
| s                         | 45                     | Ꮝ                       | s                        |
| n                         | 30                     | Ꮎ                       | na                       |
| l                         | 02                     | Ꭲ                       | i                        |
| t                         | 52                     | Ꮤ                       | ta                       |
| d                         | 55                     | Ꮧ                       | di                       |
| y                         | 80                     | Ᏸ                       | ye                       |
| k                         | 06                     | Ꭶ                       | ga                       |
| g                         | 06                     | Ꭶ                       | ga                       |

## Современное положение
В настоящее время zpsr чероки, по разным источникам, имеет от 10 400 до 22 500 носителей; язык используют примерно 10 000 из 122 000 членов Чероки-нейшен в Оклахоме. Чероки, использующие родной язык, составляют примерно 17 % от общей сегодняшней численности представителей этих индейцев.
Согласно ЮНЕСКО, чероки находится «определённо в опасности» в Оклахоме и «в большой опасности» в Северной Каролине. Вместе с английским, чероки с 1991 г. является одним из официальных языков Чероки-нейшен — с того времени, как законодательство официально провозгласило это в соответствии с Законом о племенной политике для сохранения культуры, истории и языка племени чероки (англ. the Act Relating to the Tribal Policy for the Promotion and Preservation of Cherokee Language, History, and Culture). Чероки также признаётся официальным языком Китува — объединения индейцев чероки (англ. the United Keetoowah Band of Cherokee Indians); так как чероки является официальным языком объединения, то его конституция доступна на двух языках (также на английском). Любой член племени имеет право общаться с племенным правительством на обоих языках; услуги перевода на английский и с английского доступны для членов племени, говорящих на чероки. Когда племя предоставляет членам информацию, услуги и т. п., используются оба языка; во время общения членов племени с его советом также используются оба языка. Законодательство 1991 года позволяет предводителям племени использовать чероки наравне с английским, чтобы он оставался живым языком. Больницы, как, например, Three Rivers Health Center в городе Маскоги, тоже предоставляют услуги на языке чероки.

### Образование
В 2008 г. Чероки-нейшен установила 10-летний план по сохранению языка, который предполагает совместные усилия сообщества обучения детей языке в школах с раннего детства. Этот план был утверждён в том числе и для достижения непростой задачи: сделать так, что через 50 лет 80 % представителей племени чероки будут способны бегло говорить на родном языке. Фонд сохранения языка чероки (англ. the Cherokee Preservation Foundation) внёс 4,5 миллионов долларов США для открытия школ, обучения будущих учителей и разработки программ для последующего обучения детей языку. Они достигли того, что дети теперь имеют возможность выучить чероки как свой первый язык с раннего детства; что родители и дети теперь способны читать и говорить на родном языке вместе, а племя управляет Академией Китува (англ. Kituwah Academy), где происходит обучение языку. Существует также школа с погружением в языковую среду в Оклахоме, которая обучает учеников с начальной школы до восьмого класса. Несколько университетов страны предлагают изучение языка чероки как второго языка — это, например, Университет Оклахомы, Северо-восточный государственный университет и Западно-Каролинский университет.

## Лингвистические черты

### Фонетика и фонология
В наборе согласных чероки отсутствуют губные согласные p, b, f, и v; есть только один губной согласный — /m/, введённый в язык сравнительно недавно, если только считать w в этом языке не губным, а велярным; тем не менее даже звук /m/ очень редок и встречается в не более чем десяти незаимствованных словах. 
Некоторые заимствованные слова могут иметь звуки, которых нет в словах исконного происхождения, как например заимствованное из английского слово automobile, используемое чероки Оклахомы и имеющее звуки /ɔ/ и /b/. Что касается «p», этот звук часто заменяется на qw, как, например, в названии Википедии на чероки — Wiɣiqwejdiʃ.

#### Согласные
Как и во многих ирокезских языках, набор согласных языка чероки невелик. В таблице, данной ниже, приводятся звуки, присущие только диалекту Северной Каролины. Аллофоны с придыханием могут писаться по-разному: в орфографии, данной в таблице, согласные с придыханием пишутся как th, kh, и tsh; в другой часто используемой орфографии согласные без придыхания передаются как d, ɣ и dz, а согласные с придыханием — как t, k и s, соответственно. В других диалектах аффриката ts может передаваться как ch или же как tl.
|               | Губные | Альвеолярные | Палатальные | Велярные | Глоттальные |
| ------------- | ------ | ------------ | ----------- | -------- | ----------- |
| Носовые       | m      | n            |             |          |             |
| Взрывные      |        | t (d)        |             | k (g)    | ʔ           |
| Аффрикаты     |        | ts           |             |          |             |
| Фрикативные   |        | s            |             |          | h           |
| Аппроксиманты |        | l            | j           | ɰ        |             |

Произношение согласных тем не менее у разных носителей может быть различно: например, слог qua один носитель произнесёт так, как он написан, другой же скажет gwa, а третий — ghwa, делая слог более горловым. Звук [s] некоторые носители произносят шепеляво. Tsa может произноситься и как dza, и как ja.
Произношение звуков [g]/[k] и [d]/[t] зависит от других звуков, стоящих в слове или в предложении.

#### Гласные
В наборе гласных языка чероки имеется пять кратких и пять соответствующих им долгих гласных. Язык чероки также включает один носовой гласный — шва. 
|         | Передние | Средние | Задние |
| ------- | -------- | ------- | ------ |
| Верхние | i        |         | u      |
| Средние | e        | ə̃       | o      |
| Нижние  |          | a       |        |

#### Дифтонги
Набор звуков чероки включает дифтонг /ai/. 

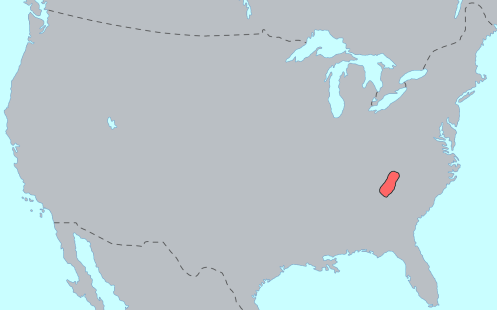
Первоначальное распространение языка чероки

#### Тоны
В языке чероки имеется система тонов (всего 6 тонов), которые могут разнообразно сочетаться между собой, следуя сложным правилам, зависящим от сообщества носителей языка. Во многих языковых ареалах система тонов постепенно упрощается, так как язык чероки обычно является вторым родным (после английского). Тем не менее тоны способны изменять значение слов (только некоторых; в большинстве слов тон всё же не влияет на значение) и по-прежнему точно воспроизводятся многими носителями языка, особенно старейшими. Слоговая азбука чероки обычно не отражает тон, а случаи, когда отсутствие тона на письме практически приводит к двусмысленности, редки для тех, для кого язык чероки является родным. Это же относится и к латинской транслитерации (osiyo, dohitsu и др.), в которой тон тоже редко указывается, кроме словарей. 
| Название тона      | МФА |
| ------------------ | --- |
| Низкий             | ˨   |
| Высокий            | ˦   |
| Восходящий         | ˨˦  |
| Нисходящий         | ˥˩  |
| Высокий нисходящий | ˥˧  |
| Низкий нисходящий  | ˧˩  |

Как долгие, так и краткие гласные языка чероки могут произноситься с высоким и низким тоном, при этом высота тона от начала до конца произношения гласного не меняется. С контурными тонами произносятся исключительно долгие гласные. На конце слов в разговорной речи долгие гласные иногда произносятся как краткие, что в быстрой речи вызывает произношение высокого нисходящего тона как высокого.

### Грамматика
В чероки нет падежей и артиклей. Этот язык, как и большинство других индейских, — полисинтетический.
Глаголы, самая важная часть речи языка чероки, включают, по крайней мере, местоименную приставку, корень, суффиксы вида и наклонения. В нижеследующем глаголе ge: ga «я иду» присутствуют все эти составляющие:

| g-                     | e:            | -g           | -a                 |
| местоименная приставка | корень «идти» | суффикс вида | суффикс наклонения |

Глагольная форма ge: ga «иду», включает следующие элементы:
1. местоименную приставку g-, указывающую на первое лицо и единственное число;
2. корень -e-, «идти»;
3. суффикс вида, использованный для основы настоящего времени: -g-;
4. суффикс наклонения для правильных глаголов в настоящем времени: -a.

В чероки нет родов — например, ᎦᏬᏂᎭ gawoniha может означать как «Он говорит», так и «Она говорит».

#### Глагол
Чероки имеет 17 времён глагола и 10 лиц. Глаголы в чероки сообщают не только то, когда случилось действие, но также и то, как оно произошло. Таким образом, глагол может сообщить, что действие длилось непрерывно, произошло мгновенно, случайно, по привычке, без какой-либо пользы, намеренно и т. п.
Существует также суффикс для различия того, о чём говорящему сообщили со стороны, и того, что говорящий слышал или видел сам. 
Например:
1. ka-ne-gunh-gi «Он говорил в течение какого-то времени (Я сам его слышал)»;
2. ka-ne-ge-i «Он говорил в течение какого-то времени (Мне об этом сообщили)»[95].

##### Спряжение
Следующая таблица показывает спряжение глагола «идти» в настоящем времени; стоит отменить, что в 3 л. двойственного и множественного числа нет различий:
|      | Ед. ч.                   | Двойственное включительное   | Двойственное невключительное            | Множественное включительное                         | Множественное невключительное                    |
| 1 л. | ᎨᎦ gega «Я иду»          | ᎢᏁᎦ inega «Мы идём (я и ты)» | ᎣᏍᏕᎦ osdega «Мы вдвоём идём (без тебя)» | ᎢᏕᎦ idega «Мы все идём (больше трёх, включая тебя)» | ᎣᏤᎦ otsega «Мы все идём (больше трёх, без тебя)» |
| 2 л. | ᎮᎦ hega «Ты идёшь»       | ᏍᏕᎦ sdega «Вы вдвоём идёте»  | ᏍᏕᎦ sdega «Вы вдвоём идёте»             | ᎢᏤᎦ itsega «Вы все идёте»                           | ᎢᏤᎦ itsega «Вы все идёте»                        |
| 3 л. | ᎡᎦ ega «Он/она/оно идёт» | ᎠᏁᎦ anega «Они идут»         | ᎠᏁᎦ anega «Они идут»                    | ᎠᏁᎦ anega «Они идут»                                | ᎠᏁᎦ anega «Они идут»                             |

Продолженные времена (Continuous) в чероки отличаются от непродолженных (Present) больше, чем в английском. Например, формы ᎨᎪᎢ, ᎮᎪᎢ, ᎡᎪᎢ gegoi, hegoi, egoi переводятся «Я часто/обычно хожу», «Ты часто/обычно ходишь» и «Он/она/оно часто/обычно ходит», соответственно.
У глаголов также могут быть возвратные приставки и производные суффиксы. 

##### Определители физической формы объекта в глаголах
Некоторые глаголы чероки требуют физической классификации объекта. Только около двадцати частых глаголов требуют этой классификации (как, например, «поднять» и «положить»). Классификаторы могут быть разделены на 5 видов:
1. живой объект;
2. гибкий объект (наиболее распространённый вид[97]);
3. длинный объект (узкий, негибкий);
4. неопределённый объект (используется как вид по умолчанию[98]);
5. жидкий объект (или содержащий в себе жидкость)[83].

Примеры:
| Вид классификатора                     | На чероки | Транслитерация | Перевод                                        |
| -------------------------------------- | --------- | -------------- | ---------------------------------------------- |
| Живой объект                           | ᎯᎧᏏ       | hikasi         | «Передать это (что-то живое)»                  |
| Гибкий объект                          | ᎯᏅᏏ       | hinvsi         | «Передать это (что-то, как например одежду)»   |
| Негибкий объект, неопределённый объект | ᎯᏗᏏ       | hidisi         | «Передать это (что-то, как например карандаш)» |
| Неопределённый объект                  | ᎯᎥᏏ       | hivsi          | «Передать это (что-то, как например книга)»    |
| Жидкий объект                          | ᎯᏁᎥᏏ      | hinevsi        | «Передать это (что-то, как например воду)»     |

#### Существительные
Существительное в чероки имеет так называемое «внутреннее» значение; это обычно короткое описание явления, включающее глагол. Например: so-qui-li «лошадь» — буквально: «носитель бремени» («он-носит-тяжёлые-вещи»); a-del'-tsu-hdlunh «Калифорния» — буквально: «Там, где они находят деньги» («деньги-они-получать-из-оттуда»). Так, можно сказать, что существительные в чероки «живые» и «основаны на каких-либо фактах».

#### Местоименияи местоименные приставки
Как и во многих индейских языках, в чероки имеется большое количество местоименных приставок, которые могут определять как субъект, так и объект действия внутри глагола. Местоименные приставки обычно присоединяются к глаголам, но могут также присоединяться к прилагательным и существительным. 
| Число                         | Приставки I | Приставки II  |
| ----------------------------- | ----------- | ------------- |
| Ед. ч.                        | ji-, g-     | agi-, agw-    |
| Двойственное включительное    | ini-, in-   | gini-, gin-   |
| Двойственное невключительное  | osdi-, osd- | ogini-, ogin- |
| Множественное включительное   | idi-, id-   | igi-, ig-     |
| Множественное невключительное | oji-, oj-   | ogi-, og-     |

### Синтаксис

#### Порядок слов в предложении
Простые утвердительные предложения в чероки обычно имеют порядок слов суьъект—объект—глагол (SOV). Порядок слов в отрицательных предложениях отличается. Прилагательные стоят перед существительными — так же, как и в английском и русском языках. Указательные местоимения, как например ᎾᏍᎩ nasgi («тот») или ᎯᎠ hia («этот»), стоят в начале словосочетаний. Придаточные предложения стоят после словосочетаний. Наречия предшествуют глаголам, на которые они влияют — например, «Она говорит громко» будет ᎠᏍᏓᏯ ᎦᏬᏂᎭ asdaya gawoniha (буквально: «громко-она-говорит»).
В предложении, когда оно образовано двумя словосочетаниями, может и не быть глагола. В таком случае порядок слов свободный: например, Ꮎ ᎠᏍᎦᏯ ᎠᎩᏙᏓ na asgaya agidoda («Тот человек — мой отец»). После словосочетания может идти прилагательное, как например в ᎠᎩᏙᏓ ᎤᏔᎾ agidoga utana («Мой отец большой»).

### Лексика

#### Неологизмы
Полисинтетическая природа языка чероки позволяет легко образовывать неологизмы для передачи различных понятий. 
Примеры:
- di-ti-yo-hi-hi (чероки ᏗᏘᏲᎯᎯ), буквально: «спорит постоянно и нарочно», — «адвокат»;
- di-da-ni-yi-s-gi (чероки ᏗᏓᏂᏱᏍᎩ), буквально: «ловит окончательно и бесповоротно», — «полицейский»[103].

#### Заимствования
Язык чероки позаимствовал в свою лексику сравнительно мало слов из английского; примером заимствования является gasoline «бензин», что на чероки будет ga-so-li-ne (чероки ᎦᏐᎵᏁ).
Немало[сколько?] слов были заимствованы из языков индейских племён, поселившихся в Оклахоме в начале 1900-х годов. Например, название населённого пункта Ноуота. Слово nowata (точнее, nuwita) на языке делаваров означает «добро пожаловать». Белые поселенцы назвали им свой город, а чероки, не знавшие истинного происхождения слова, приняли его за английское no water («воды нет») и назвали город a-ma-di-ka-ni-gv-na-gv-na (чероки ᎠᎹᏗᎧᏂᎬᎾᎬᎾ), что значит «вся вода отсюда ушла».
Другие примеры заимствованных слов: ka-wi (чероки ᎧᏫ) «кофе»; wa-tsi (чероки ᏩᏥ) — слово, означающее наручные или карманные часы, откуда пришло слово u-ta-na wa-tsi (чероки ᎤᏔᎾ ᏩᏥ, буквально: «большие часы»), обозначающее остальные виды часов.
Некоторые английские слова — например, parade — в наше время почти полностью вытеснили эпитеты языка чероки, которые ранее обозначали эти понятия; слово store («лавка») сегодня заменило исконное a-da-na-nv («расположены-в-ряд»), хотя для чероки прошлого подобные слова звучали бы по-варварски из-за наличия согласных r и p.

#### Многозначные слова
Некоторые слова могут означать больше одного явления: так, например, слова со значениями «тёплый» и «холодный» могут означать «юг» и «север», соответственно. Во время Гражданской войны в США эти слова использовались для обозначения демократической и республиканской партий, соответственно.

#### Числительные
В языке чероки используются арабские цифры (0-9). Главный совет чероки проголосовал за то, чтобы не использовать систему цифр Секвойи. 
| Русский        | Чероки | Транслитерация |
|                |        |                |
| -------------- | ------ | -------------- |
| «один»         | ᏐᏬ     | sowo           |
| «два»          | ᏔᎵ     | tali           |
| «три»          | ᏦᎢ     | tsoi           |
| «четыре»       | ᏅᎩ     | nvgi           |
| «пять»         | ᎯᏍᎩ    | hisgi          |
| «шесть»        | ᏑᏓᎵ    | sudali         |
| «семь»         | ᎦᎵᏉᎩ   | galiquogi      |
| «восемь»       | ᏧᏁᎳ    | tsunela        |
| «девять»       | ᏐᏁᎳ    | sonela         |
| «десять»       | ᏍᎪᎯ    | sgohi          |
| «одиннадцать»  | ᏌᏚ     | sadu           |
| «двенадцать»   | ᏔᎵᏚ    | talidu         |
| «тринадцать»   | ᏦᎦᏚ    | tsogadu        |
| «четырнадцать» | ᏂᎦᏚ    | nigadu         |
| «пятнадцать»   | ᎯᏍᎦᏚ   | hisgadu        |
| «шестнадцать»  | ᏓᎳᏚ    | daladu         |
| «семнадцать»   | ᎦᎵᏆᏚ   | galiquadu      |
| «восемнадцать» | ᏁᎳᏚ    | neladu         |
| «девятнадцать» | ᏐᏁᎳᏚ   | soneladu       |
| «двадцать»     | ᏔᎵᏍᎪᎯ  | talisgohi      |

## Википедия на языке чероки
Существует раздел Википедии на языке чероки («Википедия на языке чероки»), первая правка в нём была сделана в 2004 году. По состоянию на 10:28 (UTC) 16 июля 2025 года раздел содержит 985 статей (общее число страниц — 4041); в нём зарегистрировано 29 015 участников, один из них имеет статус администратора; 24 участника совершили какие-либо действия за последние 30 дней; общее число правок за время существования раздела составляет 50 918.